# ФК Житорађа
ФК Житорађа је фудбалски клуб из Житорађе, основан 1957. године. Боја клуба је плаво-жута.
Тренутно се такмиче у Српској лиги Исток, трећем такмичарском нивоу српског фудбала.